# Pierre Delaporte
Pour les articles homonymes, voir Delaporte.
Pierre Delaporte, né le 30 juillet 1928 à Paris (13e arrondissement), mort le 17 mars 2014, est un ingénieur et dirigeant d'entreprise publique français.

## Biographie
Fils d'un ingénieur civil des ponts et chaussées, il suit sa scolarité aux lycées Henri-IV et Louis-le-Grand avant d'entrer à l’École polytechnique et d'obtenir le titre d'ingénieur des ponts et chaussées.
Il commence sa carrière d'ingénieur des ponts et chaussées à la base navale de Mers el-Kébir (1954-1959), puis est affecté en 1959 à l’arrondissement territorial de Dieppe et à la direction du port de Dieppe.
Appelé en 1964 comme chargé de mission auprès du directeur du personnel du ministère des Travaux publics et des Transports, il alterne les postes en cabinets (conseiller technique auprès d’Edgard Pisani, ministre de l’Équipement de 1966 à 1967, de Jean Chamant puis de Raymond Mondon, ministres des Transports de 1968-69) et dans l'administration (adjoint au directeur des ports maritimes au ministère de l’Équipement de 1967 à 1968, directeur du personnel et de l’organisation des services au ministère de l’Équipement et du Logement de 1970 à 1971).
Promu ingénieur général des ponts et chaussées, il entre à Gaz de France (GDF) en 1972 comme directeur général adjoint, et en prend la direction générale de 1979 à 1987. Il passe ensuite à Électricité de France (EDF) comme président du conseil d’administration jusqu'en 1992, date à laquelle il est nommé président d'honneur.
Il a par ailleurs présidé le Pôle universitaire des Hauts-de-Seine en 1992 et l'Institut Prepasia (préparation à la zone Asie-Pacifique). Il a été président d'honneur de l'Institut franco-chinois d'ingénierie et de management (Ifcim) à Shanghaï (Chine).
Il a également siégé aux conseils d'administration de Praxis international et de Benchmark Group.

## Décorations
- Commandeur de la Légion d'honneur[1]
- Commandeur de l'ordre national du Mérite
- Chevalier de l'ordre du Mérite maritime